# Małopolskie Studia Historyczne
Małopolskie Studia Historyczne – kwartalnik wydawany w Krakowie od 1958 roku, jako organ oddziałów Polskiego Towarzystwa Historycznego z województw krakowskiego, kieleckiego i rzeszowskiego. Pismo zamieszcza artykuły, recenzje i materiały źródłowe oraz streszczenia i informacje o ruchu naukowym w różnych ośrodkach regionu małopolskiego. 

Od 1967 roku kontynuatorem kwartalnika Małopolskie Studia Historyczne są Studia Historyczne, pismo Polskiej Akademii Nauk - Oddział w Krakowie.